# 1944 في المكسيك
فيما يلي قوائم الأحداث التي وقعت خلال عام 1944 في المكسيك.

## أفلام
من الأفلام التي صدرت هذه السنة في المكسيك:
- 1 يناير – ماريا كانديلاريا من إخراج إميليو فرنانديز.

## مواليد

### فبراير
- 28 فبراير – فرنسيس كانو ممثلة مكسيكية.

### مارس
- 15 مارس – مانويل راجا

### أبريل
- 8 أبريل – جوليسا ممثلة مكسيكية.

### مايو
- 8 مايو – ألبرتو غيرا لاعب كرة قدم مكسيكي.
- 15 مايو – مانويل لابوينتي لاعب كرة قدم مكسيكي.

### يونيو
- 5 يونيو – خوان فابيلا مندوزا ملاكم مكسيكي.
- 17 يونيو – شوشو كاستيلو ملاكم مكسيكي.

### يوليو
- 3 يوليو – اميليو اتشيفاريا ممثل مكسيكي.

### أغسطس
- 16 أغسطس – جواكين روشا ملاكم مكسيكي.

### سبتمبر
- 29 سبتمبر – شانغو كارمونا ملاكم مكسيكي.

### أكتوبر
- 10 أكتوبر – آنيل

### نوفمبر
- 22 نوفمبر – غوستافو بينيا لاعب كرة قدم مكسيكي.

### ديسمبر
- 12 ديسمبر – ديانا براشو ممثلة مكسيكية.
- 28 ديسمبر – إدغار فيفار ممثل مكسيكي.

## وفيات

### ديسمبر
- 13 ديسمبر – لوبي فيليز (مواليد 1908) ممثلة مكسيكية.